# Jazz Raycole
Jazzmine Raycole Dillingham (Stockton, 11 de fevereiro de 1988), mais conhecida como Jazz Raycole, é uma atriz norte-americana. É lembrada principalmente por interpretar Claire Kyle na primeira temporada de My Wife and Kids.